# جو دراگوتا
جو دراگوتا (انگلیسی: Jo Dragotta؛ زادهٔ ۱۱ فوریهٔ ۱۹۹۱) بازیکن فوتبال اهل ایالات متحده آمریکا است.
از باشگاه‌هایی که در آن بازی کرده‌است می‌توان به بوستون بریکرز اشاره کرد.